# Joseph-François Lafitau

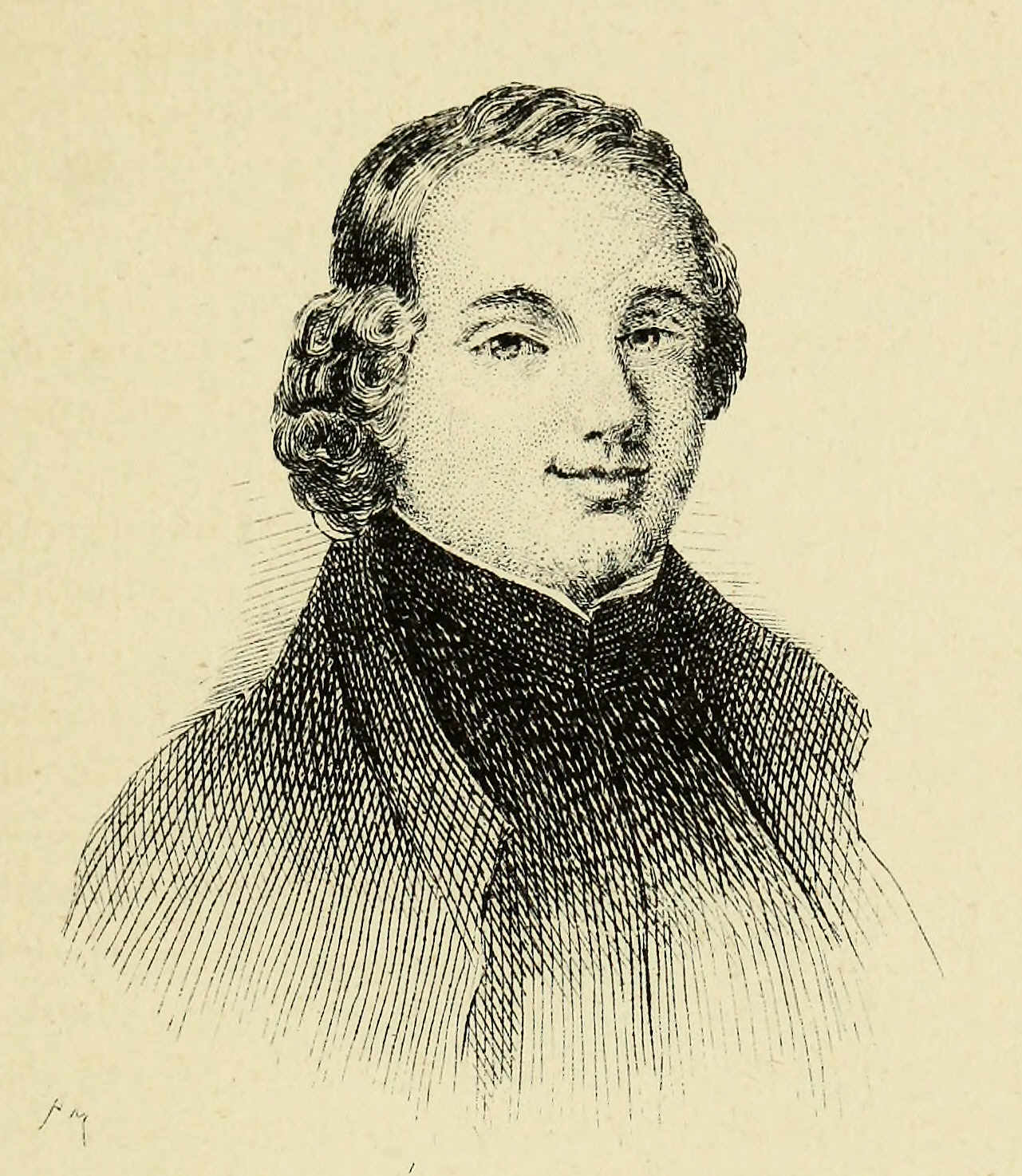
Joseph-François Lafitau

Joseph-François Lafitau (* 31. Mai 1681 in Bordeaux; † 3. Juli 1746 in Bordeaux) war ein französischer Jesuit, der als Missionar, Ethnologe und Naturforscher in Französisch-Kanada (Neufrankreich) arbeitete. Er gilt als Begründer der vergleichenden Sozialanthropologie und Vorläufer einer evolutionären Anthropologie. Bekannt wurde er durch seine Schriften über die Irokesen und die Entdeckung des kanadischen Ginseng (Aureliana).

## Jugend und Ausbildung
Lafitau, Sohn eines wohlhabenden Weinhändlers und strengen Katholiken, interessierte sich seit seiner Jugend für die französischen Kolonien. Er erhielt eine sehr gute Bildung und beherrschte bald die Literatur über die Entdeckungs- und Eroberungsreisen der Franzosen, Spanier und Engländer, über die alten Kulturen Europas sowie die Lehren zur Naturgeschichte. Mit 15 Jahren trat er in den Jesuitenorden in Bordeaux ein und studierte anschließend Rhetorik und Philosophie in Pau. Danach lehrte er in Limoges, Saintes und Pau und setzte von 1706 bis 1709 seine Studien in Poitiers und La Flèche fort. Am jesuitischen Kolleg von La Flèche hatte auch René Descartes studiert. Sein Theologiestudium schloss Lafitau im Jahr 1710 am Collège Louis-le-Grand in Paris ab. 1711 erhielt er die Erlaubnis, zur Irokesenmission nach Kanada zu wechseln.
Bei seinem Eintreffen herrschte noch Krieg: Die Mehrzahl der irokesischen Krieger der Five Nations war bereit, auf Seiten der Engländer in den Kampf gegen die Franzosen einzutreten. Die Wälder galten als unsicher, so dass Lafitau in die kleine Siedlung Sault St. Louis (heute Kahnawake) beordert wurde, wo bereits eine längere jesuitische Tradition bestand. Hier wirkte er fast sechs Jahre lang.
Ende 1717 kehrte er nach Frankreich zurück und richtete den erfolgreichen Appell an die Kolonialverwaltung, den Handel mit Brandy einzustellen, weil dies gegen die Interessen der Kolonie verstieß. Anschließend widmete er sich seinem wissenschaftlichen Werk.
Lafitaus Bruder Pierre-François Lafitau war von 1720 bis 1764 Bischof von Sisteron.

## Wissenschaftliches und theologisches Werk
Bei seiner Arbeit wurde sich Lafitau der bedeutenden Stellung der Irokesenfrauen in der Gesellschaft und der matrilinearen Erbfolge, der Unterschiede der Verwandtschaftssysteme im Vergleich zu Europa, der Exogamie- und Wohnsitzregeln der Irokesen und der gewichtigen Rolle ihrer Dorfräte bewusst. Er versuchte die Irokesenkultur mit Hilfe ihrer eigenen Begriffe zu verstehen und eurozentrische Interpretationen zu vermeiden. Jedoch ging er dabei von theologischen Voraussetzungen aus: Alle Menschen seien gleich geschaffen und hätten von Gott die gleichen moralischen Prinzipien erhalten. Doch durch die Ausbreitung der Menschen auf der Erde hätten sie den Kontakt zu den Werten und Traditionen ihrer monotheistischen Urreligion, dem Christentum, verloren – eine Folge der Erbsünde. Lafitau versuchte konsequenterweise Spuren des „wahren Glaubens“ bei den indigenen Völknern Amerikas nachzuweisen. Demgegenüber gingen Pierre Daniel Huet und andere Vorgänger und Zeitgenossen Lafitaus davon aus, dass die heidnischen Gottheiten direkt auf Mose und seine Ehefrau Zipporah zurückgingen oder noch älter seien, und dass es daher keine gemeinsamen Wurzeln der Religionen der Völker gäbe. Eine solche Annahme würde jedoch nach Lafitau die christliche Religion für Angriffe der Atheisten empfindlich machen, die in ihr eine unter vielen anderen, also nur menschliches Blendwerk sehen könnten.
Lafitau nahm an, dass sich alle Kulturen entwickeln und allmählich das europäische Niveau erreichen könnten. Er verglich die Irokesenkultur mit den alten europäischen Kulturen bzw. mit dem, was antike Autoren über diese überliefert hatten und kam zu dem Schluss, dass Kulturen mit ähnlichen Entwicklungsniveaus zu verschiedenen Zeiten und unter jeweils anderen Bedingungen existiert hätten. Durch Gegenüberstellung von Kulturen, Gebräuchen, Glauben und Mentalitäten mit ähnlichem Entwicklungsstand könne man sie „wechselseitig erleuchten“ und Ähnlichkeiten wie Unterschiede herausarbeiten. So könne man durchaus die Gebräuche der biblischen Völker mit denen der Indianer Nordamerikas vergleichen und als frühe Beispiele bewundernswerter Humanität betrachten. Lafitau hielt es auch für möglich, dass sich Gebräuche angleichen oder räumlich weit verbreiten.
So untersuchte er den Arbeitsprozess, in dem die indigenen Völker Steinbeile herstellten, und schlussfolgerte, dass ähnliche Steine, die in vorzeitlichen Siedlungen gefunden wurden, nicht „Donnersteine“ seien, die vom Blitz gespalten wurden, wie frühere Autoren behauptet hatten, sondern auf die gleiche Art hergestellt worden waren. Es sei möglich, alle Formen menschlichen Verhaltens und alle Formen von Religion in die Sprache einer „symbolischen Theologie“ zu übersetzen, die die universellen Elemente des Glaubens und des Verhaltens sichtbar machen könne.
Obwohl die Sitten und Gebräuche der indigenen Völker Amerikas bereits früher schon immer wieder mit den Geschichten der antiken europäischen Autoren oder der Bibel über die „weisen und aufgeklärten“ alten Völker verglichen worden waren, fielen Lafiteaus Vergleiche wesentlich positiver für die Indianer aus. Er trug dazu bei, das Image der indigenen Völker zu verbessern und ihre merkwürdig erscheinenden Sitten und Gebräuche besser zu verstehen und damit die „Wilden“ humaner erscheinen zu lassen. So konnte er zeigen, dass auch in der Antike Menschen Tiernamen trugen wie die Irokesen, wie z. B. Hoghouaho (Großer Wolf) oder Hoskereouak (Großer Bär).
Angeregt durch Berichte jesuitischer Missionare aus Nordchina über den Ginseng, bestätigte er dessen Nutzung auch als Heilmittel der Irokesen. Diese wertvolle Pflanze wurde im Anschluss an seine Entdeckung über Frankreich auch nach China exportiert.
Sein zweibändiges Hauptwerk Mœurs des sauvages amériquains, comparées aux mœurs des premiers temps mit einem Umfang von 1100 Seiten erschien erstmals 1724 in Paris. Darin wies er darauf hin, dass in der Gartenbau-, Fischer- und Jägerkultur der Wyandot die Frauen die tragende Säule des Wirtschaftens und frei von männlicher Unterdrückung seien.
In zwei Bänden zur Histoire des découvertes et conquestes des Portugais dans le Nouveau Monde (1733) berichtete Lafitau den französischen Lesern über die Geschichte der portugiesischen Entdeckungen. Auch hierbei wandte er seine vergleichende Methode an.
Der evidenzbasierte, methodisch reflektierte Ansatz Lafitaus kann als cartesianisch betrachtet werden, obwohl er von theologischen Prämissen ausgeht. Seine Ideen und seine Sprache bilden das Scharnier zwischen dem französischen Klassizismus und dem Rationalismus der Naturrechtler. Auch kann er kann als Vorläufer des Diffusionismus gelten. Die Originalität seines Werks wurde zu seinen Lebzeiten jedoch nicht voll erkannt, da sie denen seiner Vorgänger zu ähnlich schienen. Anerkennung wurde ihm erst von späteren Wissenschaftlern zuteil.

## Hauptwerke
- Mœurs des sauvages amériquains, comparées aux mœurs des premiers temps. 2 Bände, Paris 1724. Deutsche Ausgabe: Die Sitten der amerikanischen Wilden im Vergleich zu den Sitten der Frühzeit. Neuausgabe der deutschen Erstausgabe von 1752/1753 durch Johann Justinus Gebauer, Halle (1. Abteilung der Algemeinen Geschichte der Länder und Völker von America), Hrsg. Helmut Reim, Leipzig 1987.
- Histoire des découvertes et conquestes des Portugais dans le Nouveau Monde. 2 Bände, Paris 1733. Nachdruck: Slatkine Reprints Genf Online.